# Acacia seyal

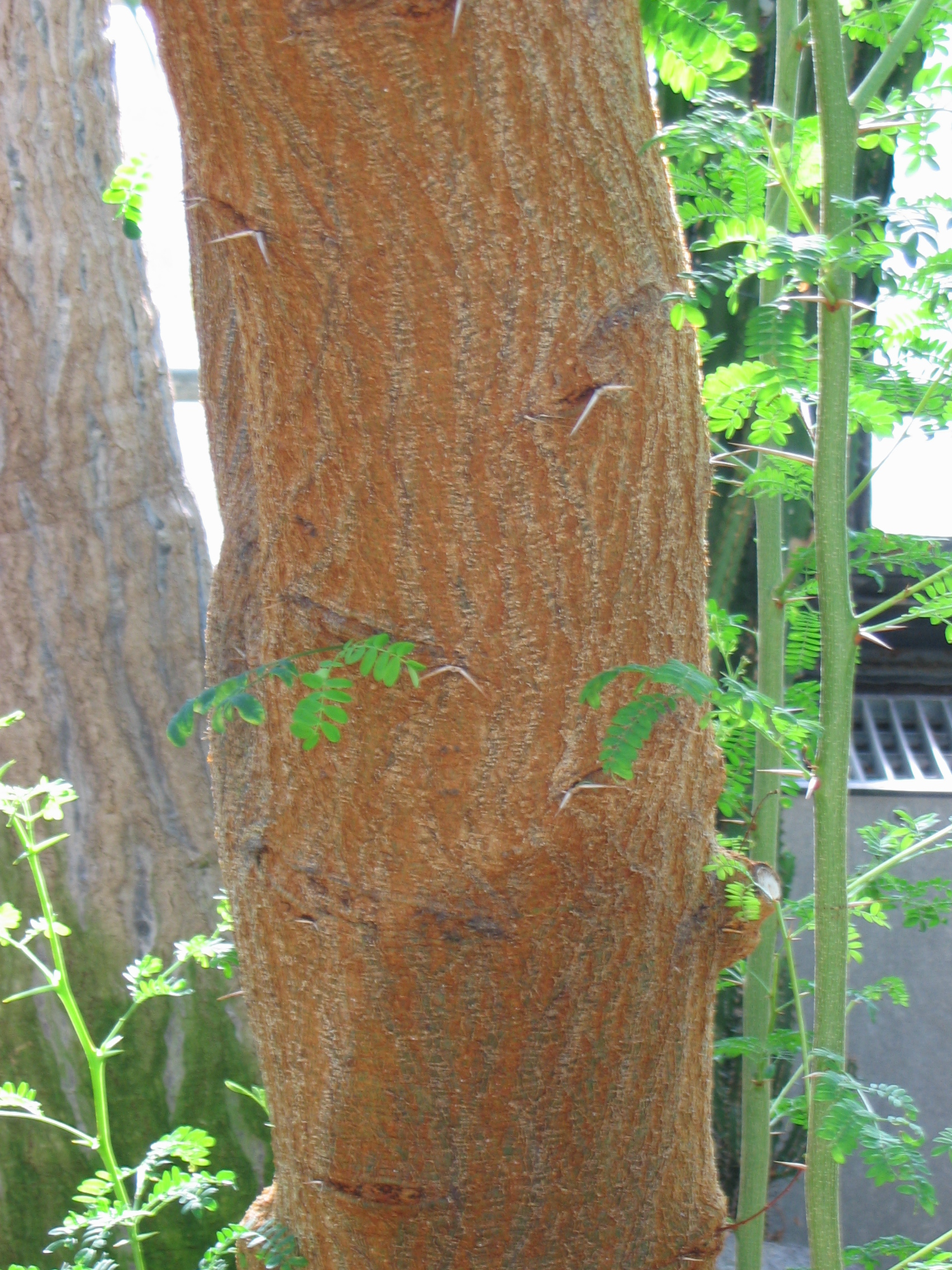
Corteza.

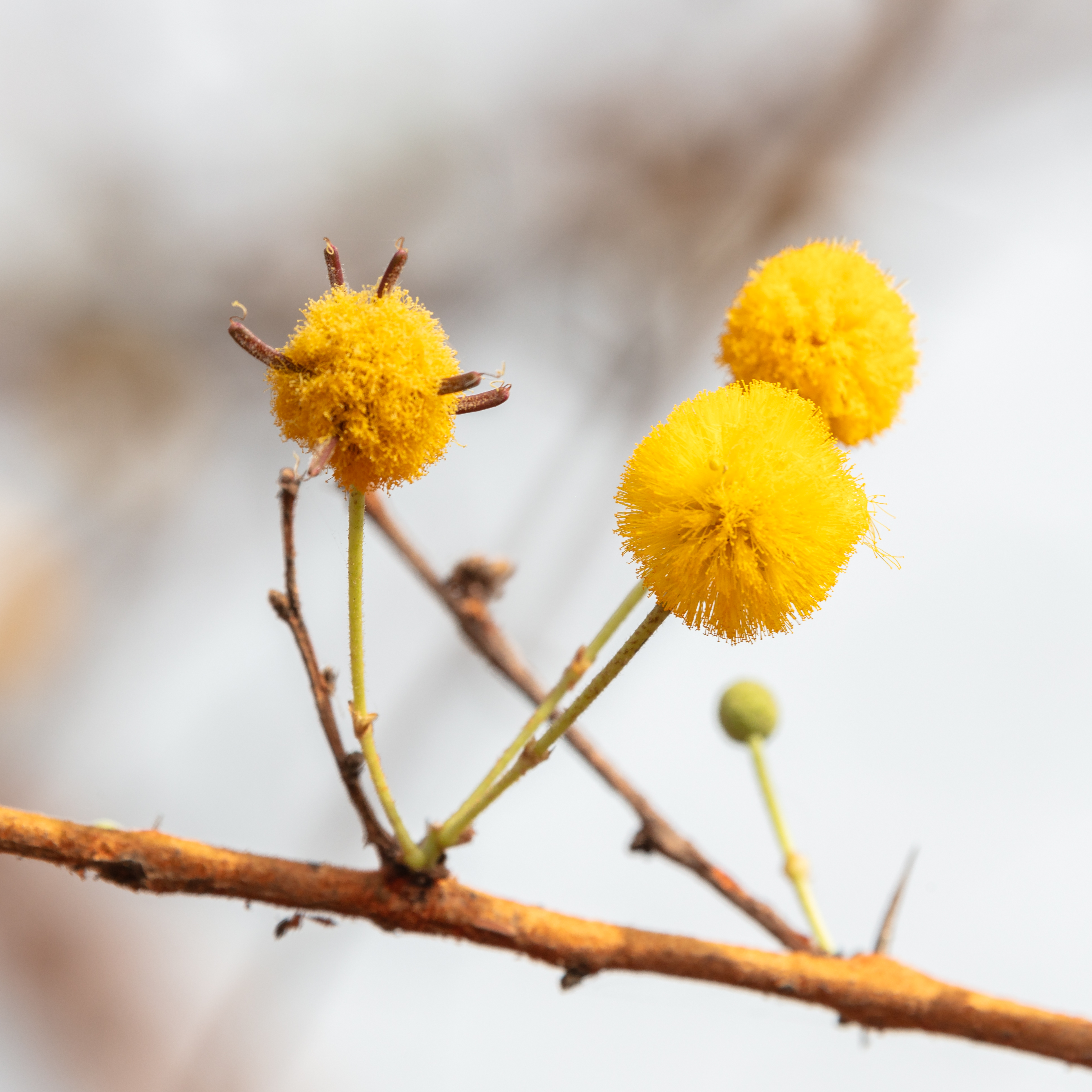
Flor.

Acacia seyal es una especie de árbol de la familia de las fabáceas.

## Descripción
Es un árbol espinoso que alcanza un tamaño de 6 a 10 m de alto con una corteza pálido-verdosa o rojiza. En la base tiene hojas de 3 a 10 cm con dos espinas rectas, de color gris claro. Las flores aparecen en racimos redondos, de color amarillo brillante de alrededor de 1,5 cm de diámetro.

## Distribución y hábitat
Se distribuye desde Sudán a Kenia y al oeste de Senegal. En el Sahara, a menudo crece en los valles húmedos.

## Toxicidad
Las especies del género Acacia pueden contener derivados de la dimetiltriptamina y glucósidos cianogénicos en las hojas, las semillas y la corteza, cuya ingestión puede suponer un riesgo para la salud.

## Usos
Goma arábiga
Acacia seyal, junto con otras acacias, es una fuente importante de goma arábiga, un polisacárido natural que exuda de los tallos dañados y se solidifica.
Bronceado
Ciertas partes del árbol tienen un contenido de tanino de entre el 18 y el 20 %. Las vainas de la corteza y las semillas de Acacia seyal sensu lato var. seyal tienen un contenido de tanino de aproximadamente el 20 %.
Madera
La madera del árbol se dice que se ha utilizado en el antiguo Egipto para hacer féretros y también el Arca de la Alianza.
Usos medicinales
La corteza se utiliza para tratar la disentería y las infecciones bacterianas de la piel, como la lepra. La corteza también se utiliza como un estimulante.
La goma se utiliza como afrodisíaco, para tratar la diarrea, como un emoliente, para tratar la hemorragia, inflamación del ojo, problemas intestinales y  rinitis. La goma se utiliza para evitar la artritis y bronquitis.
Acacia seyal ocasionalmente hibrida con A. xanthophloea.

## Taxonomía
La Acacia seyal fue descrita por Alire Raffeneau Delile  y publicada  por Description de l'Égypte,... Histoire Naturelle, Tom. Second 2(2): 286, pl. 52, f. 2. 1813.
Etimología
Ver: Acacia: Etimología
Sinonimia
- Acacia fistula Schweinf.
- Acacia flava (Forssk.) Schweinf. var. seyal (Delile) Roberty
- Acacia stenocarpa A.Rich.[7]